# Mohamed Mounir
Mohamed Mounir, en árabe:محمد منير, es un cantante nubio-egipcio nacido en Asuán, Egipto el 10 de octubre de 1954. Su música de estilo pop tiene sus raíces en varios géneros de música tradicional egipcia y música africana. Sus letras tienen a menudo mensajes sociales y políticos, con los que Mounir se convierte en un portavoz de la fraternidad religiosa y cultural de Oriente y Occidente. Mounir es considerado el ídolo de la juventud egipcia. 
Su primera actuación en España fue en Zaragoza con motivo de la Expo 2008

## Carrera como cantante
Desde el principio tuvo algo diferente. Su música fluye en ritmos y melodías folclóricas procedentes de la cultura de Nubia, la región donde confluyen el Mediterráneo y el África subsahariana, en contraste con la mayoría de la música poop egipcia, que está dominada por los sonidos tradicionales de la música egipcia.

## Álbumes
- Alemony Eneeki (Your Eyes Taught Me) (1977)
- Bentweled (We're Born) (1980)
- Shababeek (Windows) (1981)
- Etkalemy (Talk) (1983)
- Bareea (Innocent) (1986)
- West El Dayra (In the Middle of the Circle) (1987)
- El Malik Howwa El Malik (The King is The King) (1988)
- Shokolatta (Chocolate) (1989)
- Eskendreya (Alexandria) (1990)
- Meshwar (A Long Journey) (1991)
- El Tool We Lon Wel Horreya (Length, colour and freedom)(1992)
- Efta Albak (Open Up Your Heart) (1994)
- Momken (Maybe) (1995)
- Men Awel Lamsa (From The First Touch) (1996)
- El Maseer (Destiny) (1997)
- Habeebty (My Love) (1998)
- Maadarsh (I Can't) (1998)
- El Farha (Happiness) (1999)
- Fe Eshq El Banat (On Loving Girls) (2000)
- Alby Massaken Shabeyya (My Heart Is Public Houses) (2001)
- El Ard... El Salam (Earth... Peace) (2002)
- Ahmar Shafayef (Lipstick) (2003)
- Embareh Kan Omri Eshrin (Yesterday I Was 20) (2005)
- Ode To Liberty DUNIA (Dunia Movie Songs) (2006)
- Ta'm el beyoot (The Taste Of Home) (2008)